# Ayu Utami

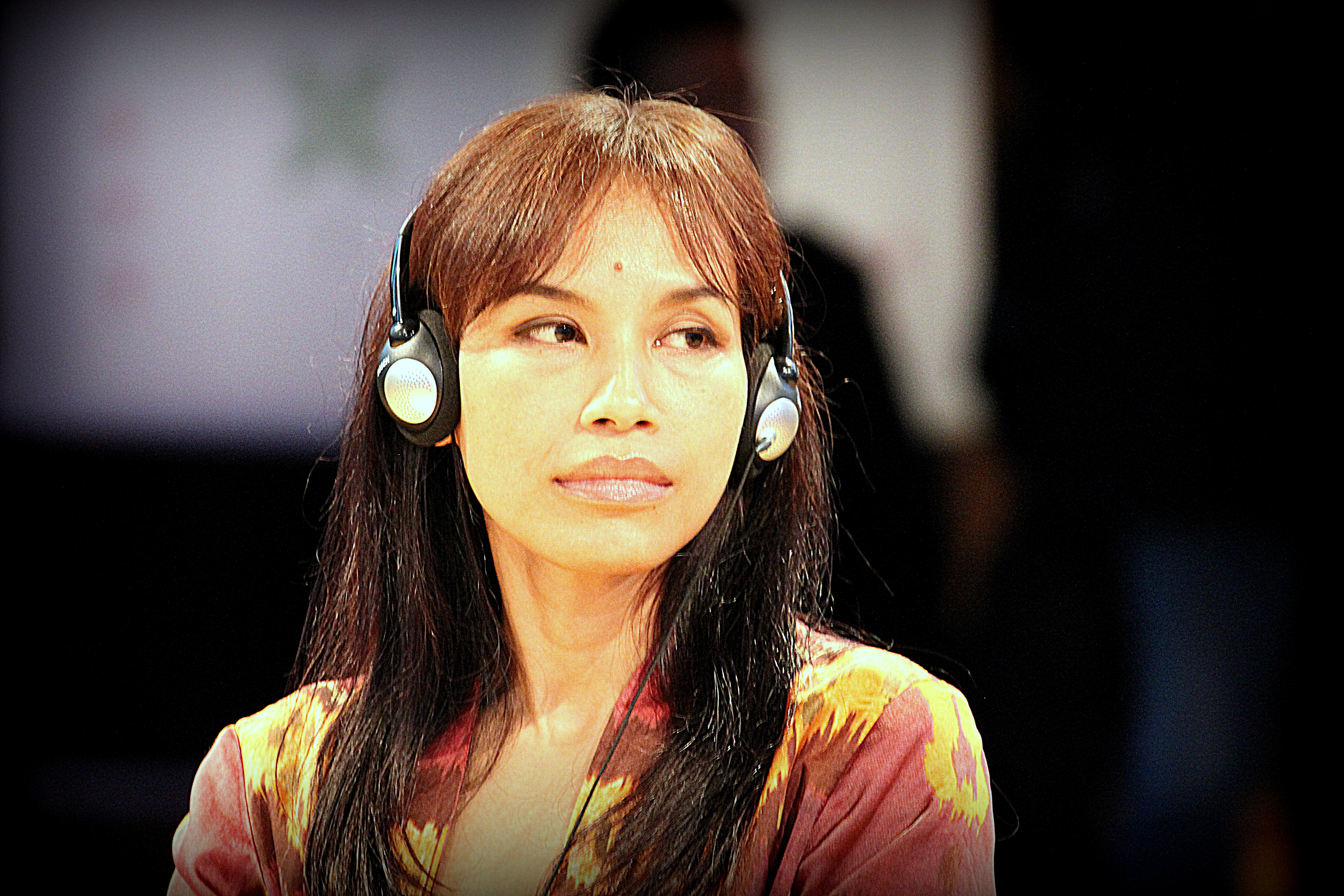
Ayu Utami na Frankfurtském knižním veletrhu v roce 2015

Ayu Utami (* 21. listopadu 1968, Bogor, Západní Jáva) je indonéská novinářka a spisovatelka.

## Život a dílo
Narodila se do rodiny právníka a učitelky. Na univerzitě vystudovala v bakalářském programu ruský jazyk a literaturu. Přelom v jejím životě znamenal rok 1998, kdy byl svržen indonéský diktátor Suharto. Právě za jeho vládnutí jí bylo zakázáno publikovat. Její mateřštinou je sice jávanština, avšak publikuje v indonéštině. Ve výše uvedeném roce vydala také svoji románovou prvotinu Saman, která byla přeložena do řady jazyků. Následně na tento úspěch navázala románem Larung.

### České překlady z indonéštiny
- Saman[6] (orig. 'Saman', 1998). 1. vyd. Praha: Dybbuk, 2007. 190 S. Překlad: Libor Havránek

## Zajímavost
- Ayu Utami pochází z katolické rodiny.[7]